# Stukač

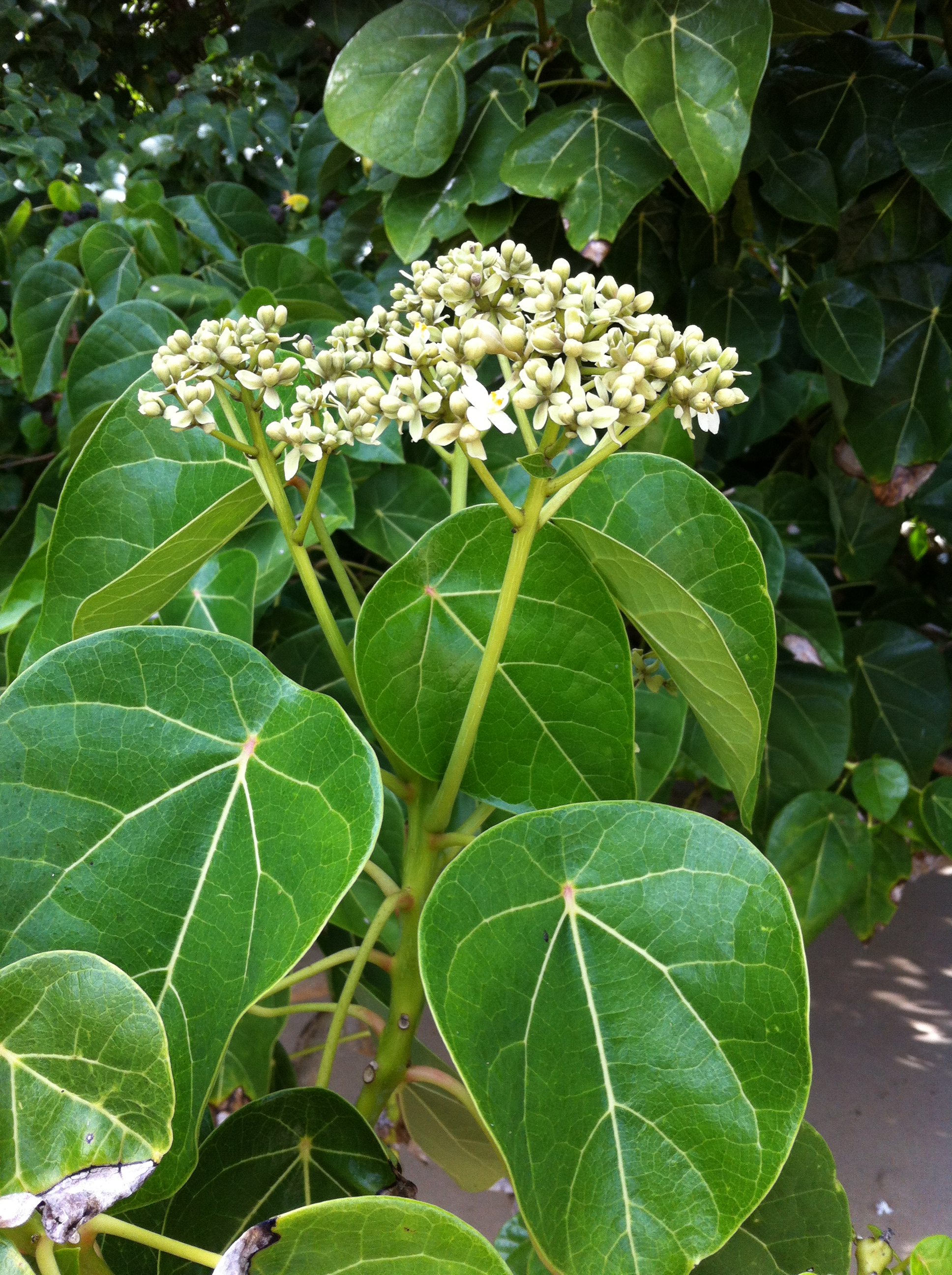
Kvetoucí stukač leknínolistý

Stukač (Hernandia) je rod rostlin z čeledi stukačovité. Jsou to dřeviny s měkkým dřevem a jednoduchými střídavými listy s dlanitou nebo zpeřenou žilnatinou. Pravidelné květy jsou uspořádané ve vrcholových květenstvích. Plody jsou u většiny druhů obalené charakteristickou nafouklou, dužnatou číškou. Rod zahrnuje asi 24 druhů a je zastoupen v tropech celého světa. Největší počet druhů roste v tropické Americe a Tichomoří.
Dřevo stukačů je měkké a málo trvanlivé a má jen místní význam. Některé druhy jsou využívány v domorodé medicíně a z plodů je získáván olej. Nejznámějším druhem je stukač leknínolistý, dřevina rozšířená na tropických pobřežích různých oblastí Starého světa.

## Popis
Stukače jsou povětšině jednodomé, stálezelené stromy a keře s měkkým dřevem. Druh Hernandia ovigera dorůstá výšek až 40 metrů a výčetního průměru kmene 100 cm. Listy jsou jednoduché, střídavé, celistvé nebo řidčeji dlanitě laločnaté, u některých druhů je čepel štítnatá. Žilnatina je dlanitá nebo tvořená 3 až 7 páry prohnutých žilek, obloukovitě prohnutých k vrcholu čepele.
Květenství jsou dlouze stopkatá, latovitá nebo thyrsoidní, nahloučená při konci větví. Jsou zpravidla složena ze svazečků tvořených 2 stopkatými samčími a jedním téměř přisedlým, středovým, samičím nebo oboupohlavným květem. Samčí květy jsou 3 až 5 (6) četné, se 3 až 5 (až 6) volnými nebo částečně srostlými tyčinkami. Samičí květy jsou 4 až 6 četné.
Semeník je spodní a obsahuje jedinou komůrku. Čnělka je dužnatá, na bázi obklopená několika žlázkami vzniklými přeměnou staminodií.
Plodem je peckovice (podle některých zdrojů oříšek), u většiny druhů obklopená zvětšenou, nafouklou, zdužnatělou číškou. Peckovice bývá podélně rýhovaná. Semena mají buď tvrdé nebo houbovité osemení.

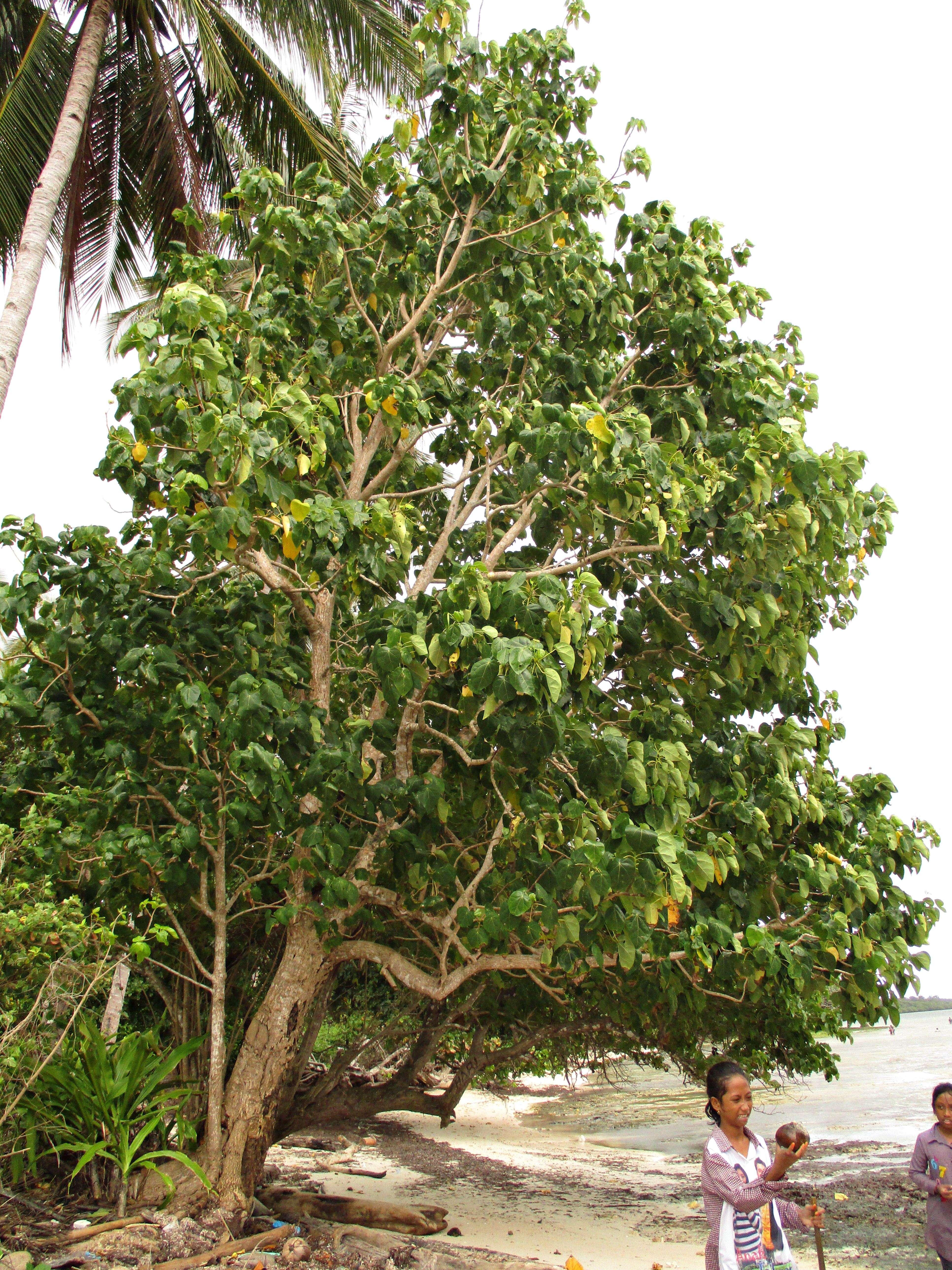
Stukač leknínolistý
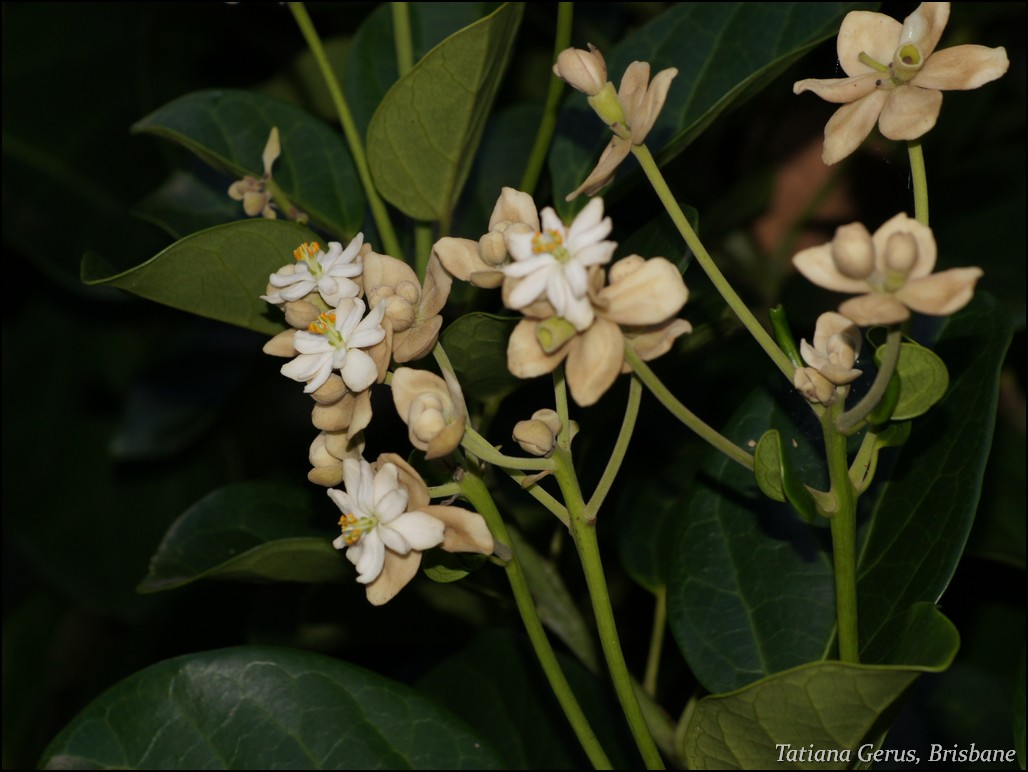
Kvetoucí Hernandia moerenhoutiana
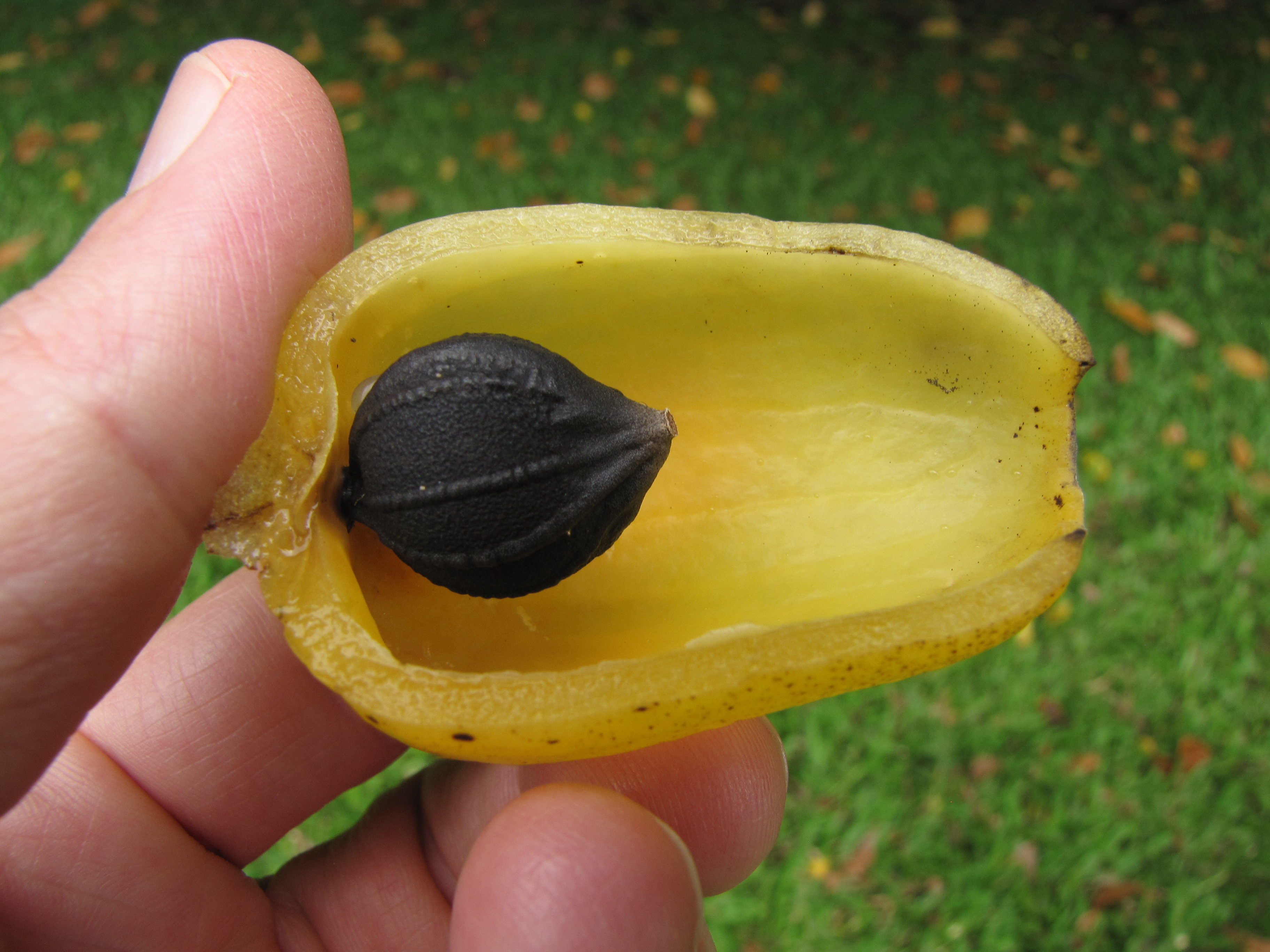
Rozpůlený plod H. moerenhoutiana

## Rozšíření
Rod stukač zahrnuje 24 až 27 druhů. Je zastoupen v tropech všech kontinentů. Největší počet druhů se vyskytuje v tropické Americe a na Tichomořských ostrovech. Stukače rostou charakteristicky v nížinných tropických deštných lesích. Některé endemické tichomořské druhy dosahují i submontánního stupně.
Stukač leknínolistý (Hernandia nymphaeifolia) je rozšířen na mořských pobřežích tropů Starého světa od východní Afriky až po Austrálii a Polynésii. Roste téměř výhradně při mořských pobřežích, často v asociaci s mangrovovými porosty. Obvykle obsazuje zónu mezi litorální mangrovovou vegetací a tropickým pralesem a často roste pospolu s vrcholákem pravým (Terminalia catappa), kalbou obvejčitou (Calophyllum inophyllum) a baringtonií Barringtonia asiatica.

## Ekologické interakce
Květy stukačů jsou vonné a obsahují lepkavá pylová zrna. Jsou pravděpodobně opylovány hmyzem.
Semena stukače leknínolistého mají houbovité osemení a díky tomu plavou na hladině. Jsou odolná vůči mořské vodě a druh se tak rozšířil mořskými proudy na tropických pobřežích různých oblastí Starého světa.
Na Jamajce jsou stukače živnými rostlinami velkého a kriticky ohroženého otakárka Papilio homerus, v jihovýchodní Asii živí housenky otakárků Graphium codrus a Graphium empedovana.

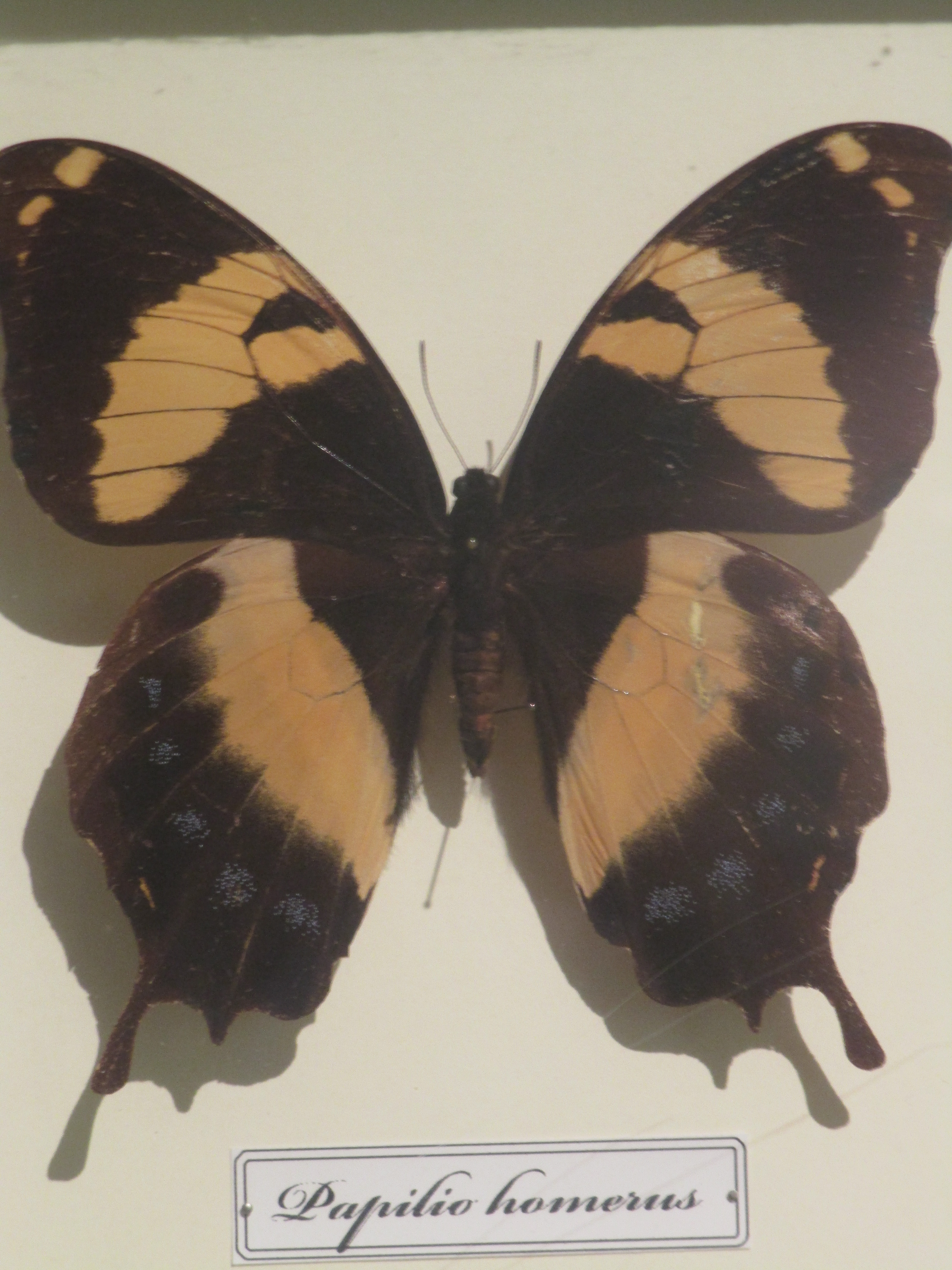
Otakárek Papilio homerus
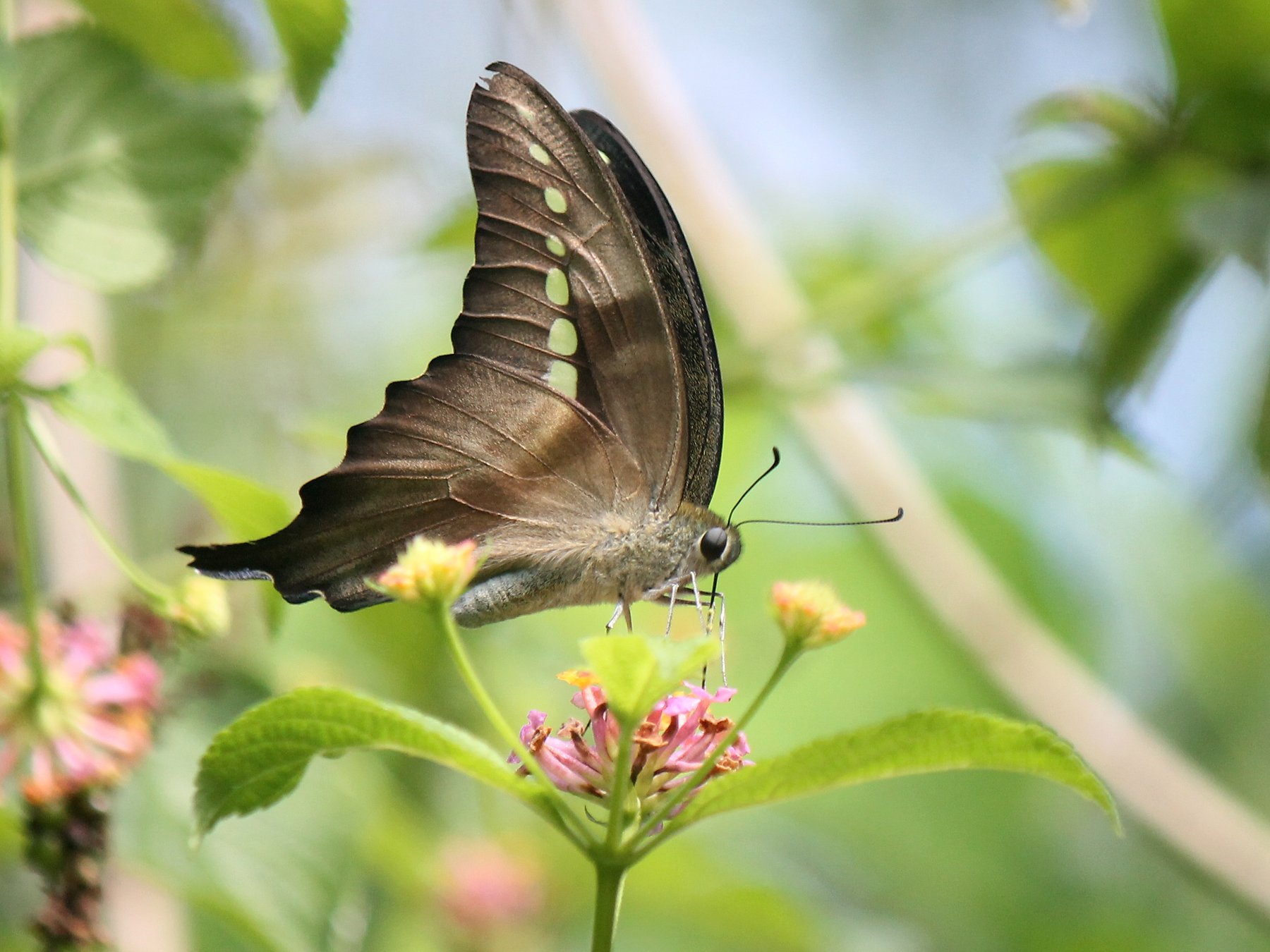
Otakárek Graphium codrus

## Taxonomie
Druh Hernandia sonora popsal již Carl Linné v díle Species plantarum z roku 1973. V minulosti byl tento druh často mylně uváděn z tropické Asie a Austrálie. Vyskytuje se pouze v Latinské Americe, zatímco rostliny z tropů Starého světa byly ztotožněny s druhem Hernandia nymphaeifolia.

## Zástupci
- stukač leknínolistý (Hernandia nymphaeifolia)

## Význam
Ekonomický význam stukačů není velký. Dřevo není příliš ceněné, neboť je měkké a málo trvanlivé. Stukač leknínolistý má měkké, lehké a snadno opracovatelné dřevo, které je v Malajsii známo pod názvem buah keras laut. Je používáno např. na výrobu plováků, dřeváků a nábytku. V Tichomoří se z něj zhotovují i rakve a z kmenů se vyrábějí kánoe. Olej ze semen se používá na svícení.
Na Maledivách je z plodů připravována pasta zvaná madhang, sloužící k utěsňování kánoí.
Měkké dřevo australského druhu Hernandia bivalvis bylo v minulosti používáno na brzdové obložení koňských povozů a olej ze semen sloužil jako mazivo.
Středoamerický druh Hernandia sonora je na Floridě vysazován jako pouliční a parkový strom.
Některé druhy jsou využívány v domorodé medicíně. Pasta z listů stukače leknínolistého je používána na spáleniny, vředy, zranění a je také aplikována na čelo při bolestech hlavy. Rovněž kořeny a výhony slouží k léčení zranění. Na Maledivách jsou listy, kořeny, kůra a semena složkou tradičního přípravku na léčení zlomenin, zvaného 'ruhglu beys.
Rovněž listy, kůra a květy druhu Hernandia moerenhoutiana jsou v Tichomoří používány na spáleniny.

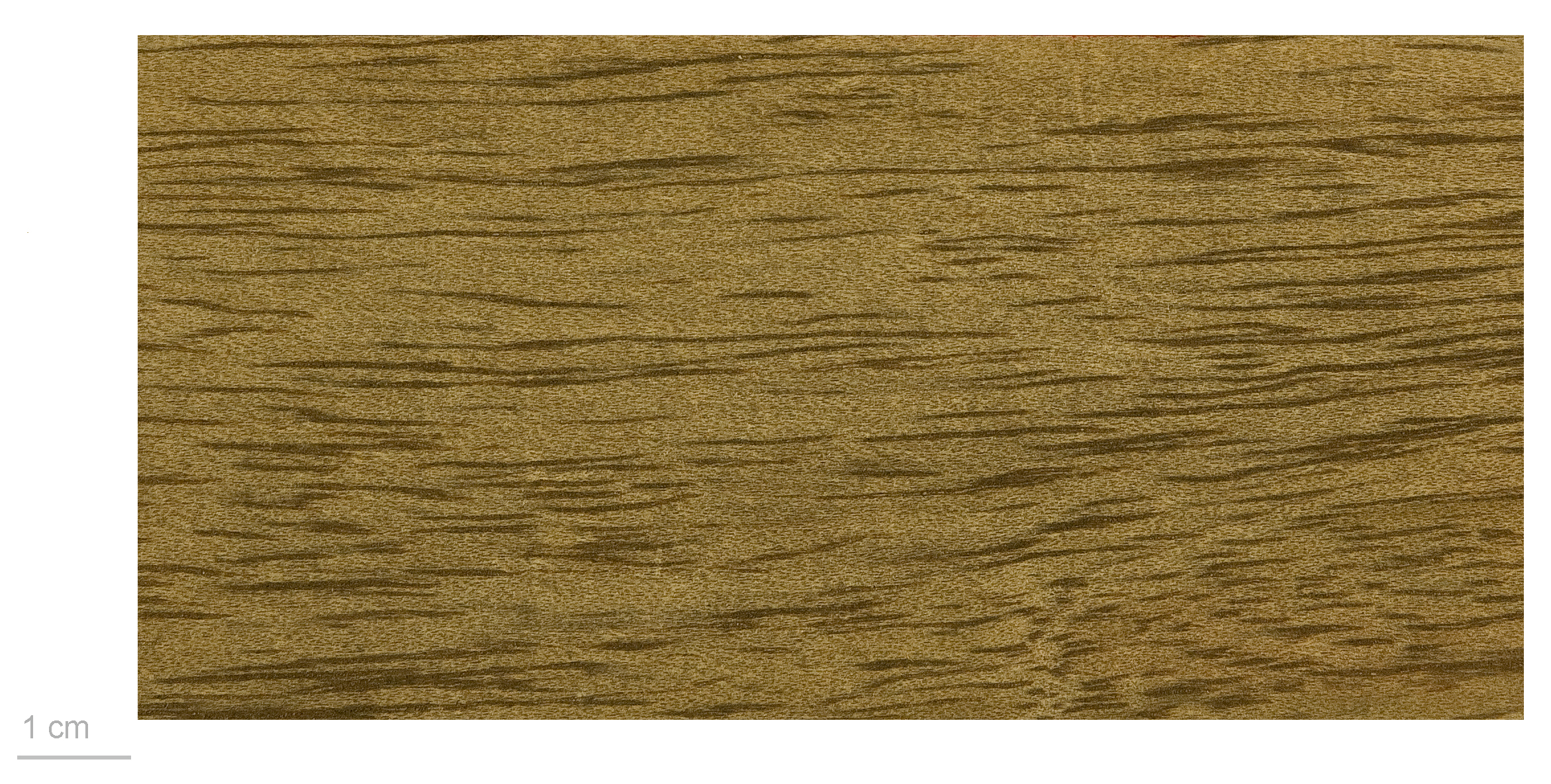
Dřevo Hernandia cordigera